# Cantó d'Auchel
El cantó d'Auchel és un cantó francès del departament del Pas de Calais, situat al districte de Béthune. Té 10 municipis i el cap és Auchel.

## Municipis
- Ames
- Amettes
- Auchel
- Burbure
- Cauchy-a-la-Tour
- Ecquedecques
- Ferfay
- Lespesses
- Lières
- Lozinghem

## Història
| Data d'elecció                           | Identitat       | Partit        | Qualitat |
| ---------------------------------------- | --------------- | ------------- | -------- |
| 1985-2001                                | Jean-Luc Bécart | PCF           |          |
| 2001-2008                                | Richard Jarrett | Divers droite |          |
| 2008-                                    | René Hocq       | PCF           |          |
| les dades anteriors no són pas conegudes |                 |               |          |
|                                          |                 |               |          |

## Demografia
| A partir de 1990: Població sense dobles comptes |